# Pwani (Region)
Pwani ist eine von insgesamt 31 Regionen in Tansania. Die Hauptstadt ist Kibaha.

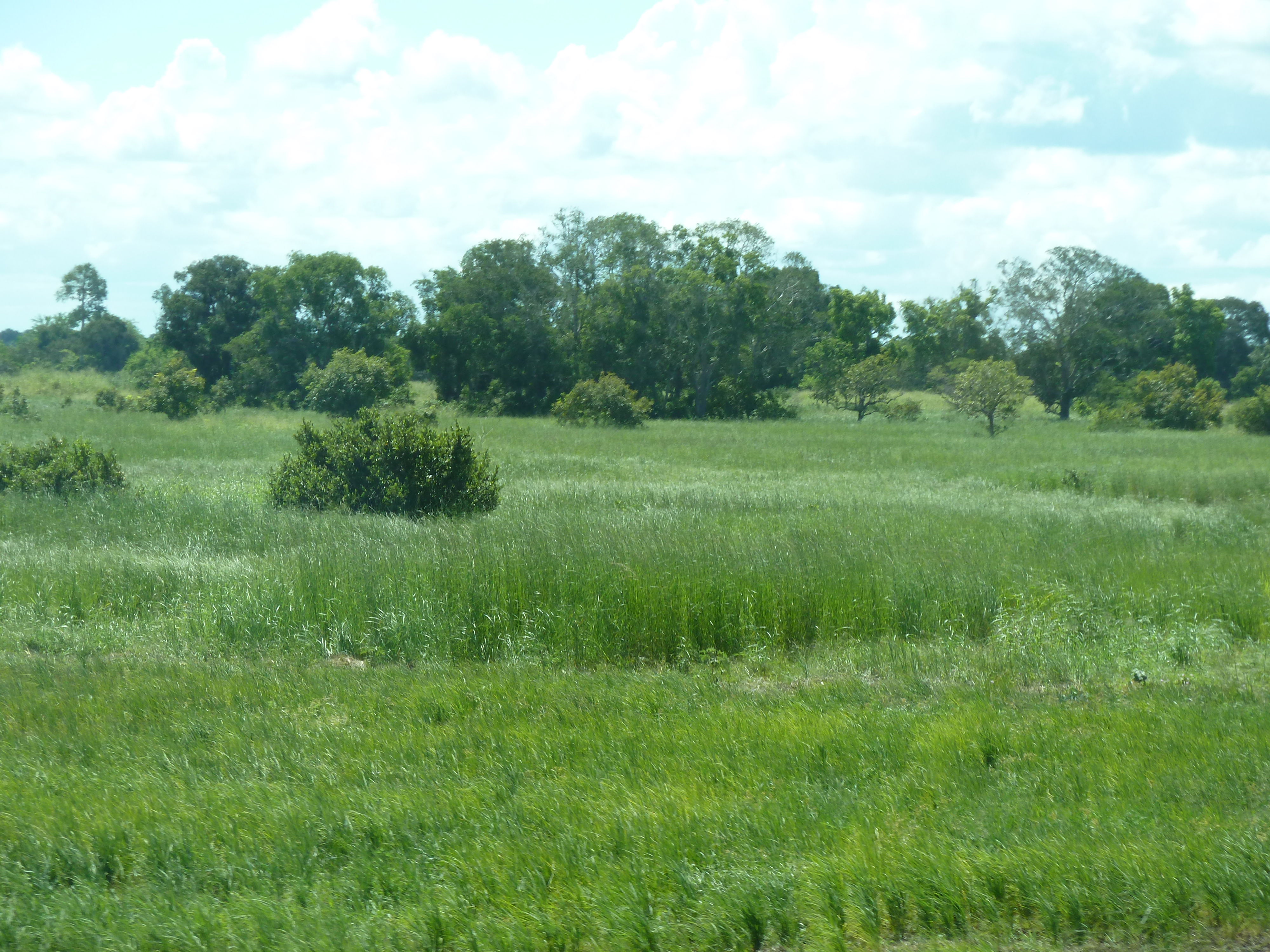
Reisanbau am Fluss Rufiji

## Geographie
Die Region ist 33.539 Quadratkilometer groß und hatte 2012 (Volkszählung) 1.098.668 Einwohner. Der Großteil der Region liegt im Küstenstreifen mit einer Höhe bis zu 100 Meter über dem Meer. Nur im Westen steigt das Land langsam zu einem Hochplateau über 100 Meter an. Entwässert wird die Region von den Flüssen Rufiji, Ruvu und Wami, die alle in den Indischen Ozean münden.

### Klima
Das Klima in Pwani ist tropisch, Aw nach der effektiven Klimaklassifikation. Die jährlichen Niederschläge von 800 bis 1000 Millimeter fallen in zwei Regenzeiten. Kurze Schauer in den Monaten Oktober bis Dezember und ausgiebige Regenfälle in den Monaten März bis Juni. Wie für Küstenstreifen typisch ist die Luft heiß und feucht mit einer Tagestemperatur von durchschnittlich 30 Grad Celsius. Von Juni bis September machen Seewinde das Klima angenehm.
|                        | Jan  | Feb  | Mär  | Apr  | Mai  | Jun  | Jul  | Aug  | Sep  | Okt  | Nov  | Dez  |   |      |
| Mittl. Temperatur (°C) | 27,3 | 27,4 | 27,3 | 26,2 | 25,2 | 24,3 | 23,5 | 23,4 | 23,9 | 24,8 | 26   | 26,8 | ⌀ | 25,5 |
| Mittl. Tagesmax. (°C)  | 31,4 | 31,8 | 31,9 | 30,3 | 29,4 | 29,1 | 28,5 | 28,8 | 29,6 | 30,3 | 30,8 | 31,2 | ⌀ | 30,3 |
| Mittl. Tagesmin. (°C)  | 23,2 | 23   | 22,7 | 22,2 | 21,1 | 19,5 | 18,5 | 18,1 | 18,3 | 19,4 | 21,2 | 22,5 | ⌀ | 20,8 |
|                        |      |      |      |      |      |      |      |      |      |      |      |      |   |      |
| Niederschlag (mm)      | 68   | 77   | 145  | 219  | 121  | 32   | 21   | 21   | 27   | 52   | 103  | 104  | Σ | 990  |

| 23,2 |

| 23 |

| 22,7 |

| 22,2 |

| 21,1 |

| 19,5 |

| 18,5 |

| 18,1 |

| 18,3 |

| 19,4 |

| 21,2 |

| 22,5 |

| 23,2 |

| 23 |

| 22,7 |

| 22,2 |

| 21,1 |

| 19,5 |

| 18,5 |

| 18,1 |

| 18,3 |

| 19,4 |

| 21,2 |

| 22,5 |

### Nachbarregionen
|          | Tanga                                       | Indischer Ozean |
| Morogoro | Kompassrose, die auf Nachbargemeinden zeigt | Daressalam      |
|          | Lindi                                       | Indischer Ozean |

## Geschichte
Der Name „Pwani“ bedeutet in Swahili „Küste“. In der Kolonialzeit war das Gebiet Teil der Ostprovinz. Mit dem Erlangen der Unabhängigkeit im Jahr 1961 wurde Pwani Teil der Küstenregion mit der Hauptstadt Daressalam. Bei der Umorganisation im Jahr 1972 wurde die Küstenregion mit den vier Distrikten Kisarawe, Rufiji, Bagamoyo und Mafia geschaffen. Das Verwaltungszentrum blieb in Daressalam. 1979 wurde der Bezirk Kibaha aus dem nördlichen Teil des Distrikts Kisarawe und dem südlichen Teil des Distrikts Bagamoyo gebildet und Kibaha wurde das Verwaltungszentrum. Im Juli 1995 erhielt die Region die heutige Form, der Distrikt Mkuranga wurde von Kisarawe abgespaltet.

## Verwaltungsgliederung
Die Region wird in die folgenden neun Distrikte unterteilt:
| Distrikt     | Hauptstadt | Fläche km2 | Einwohner 2012 | Einwohner 2019 | Einwohner 2022 |
| ------------ | ---------- | ---------- | -------------- | -------------- | -------------- |
| Bagamoyo     | Bagamoyo   | 1.800      | 311.740        | 114.384        | 205.478        |
| Chalinze     | Chalinze   | 8.042      | 311.740        | 249.343        | 316.759        |
| Kibaha (DC)  | Kibaha     | 1.062      | 70.209         | 82.781         | 123.367        |
| Kibaha (TC)  | Kibaha     | 750        | 128.488        | 155.165        | 265.360        |
| Kisarawe     | Kisarawe   | 4.464      | 101.598        | 116.541        | 159.226        |
| Rufiji       | Utete      | 9.485      | 217.274        | 127.072        | 159.906        |
| Kibiti       | Kibiti     | 3.854      | 217.274        | 116.079        | 195.638        |
| Mkuranga     | Mkuranga   | 2.432      | 222.921        | 252.837        | 533.033        |
| Mafia        | Kilindoni  | 518        | 46.438         | 51.302         | 66.180         |
| Region Pwani | Kibaha     | 3.240.700  | 1.098.668      | 1.265.504      | 2.024.947      |

## Bevölkerung
Die Bevölkerungspyramide zeigt die für viele afrikanischen Regionen breite Basis, die ein Hinweis auf hohe Geburten- und Sterblichkeitsraten und eine jugendliche Altersstruktur ist. Bei der Stadtbevölkerung gibt es eine Ausbuchtung in der Altersgruppe 15 bis 24 Jahre, die auf eine Zuwanderung hindeutet. Die Ausbuchtung ist bei Frauen besonders stark ausgeprägt.

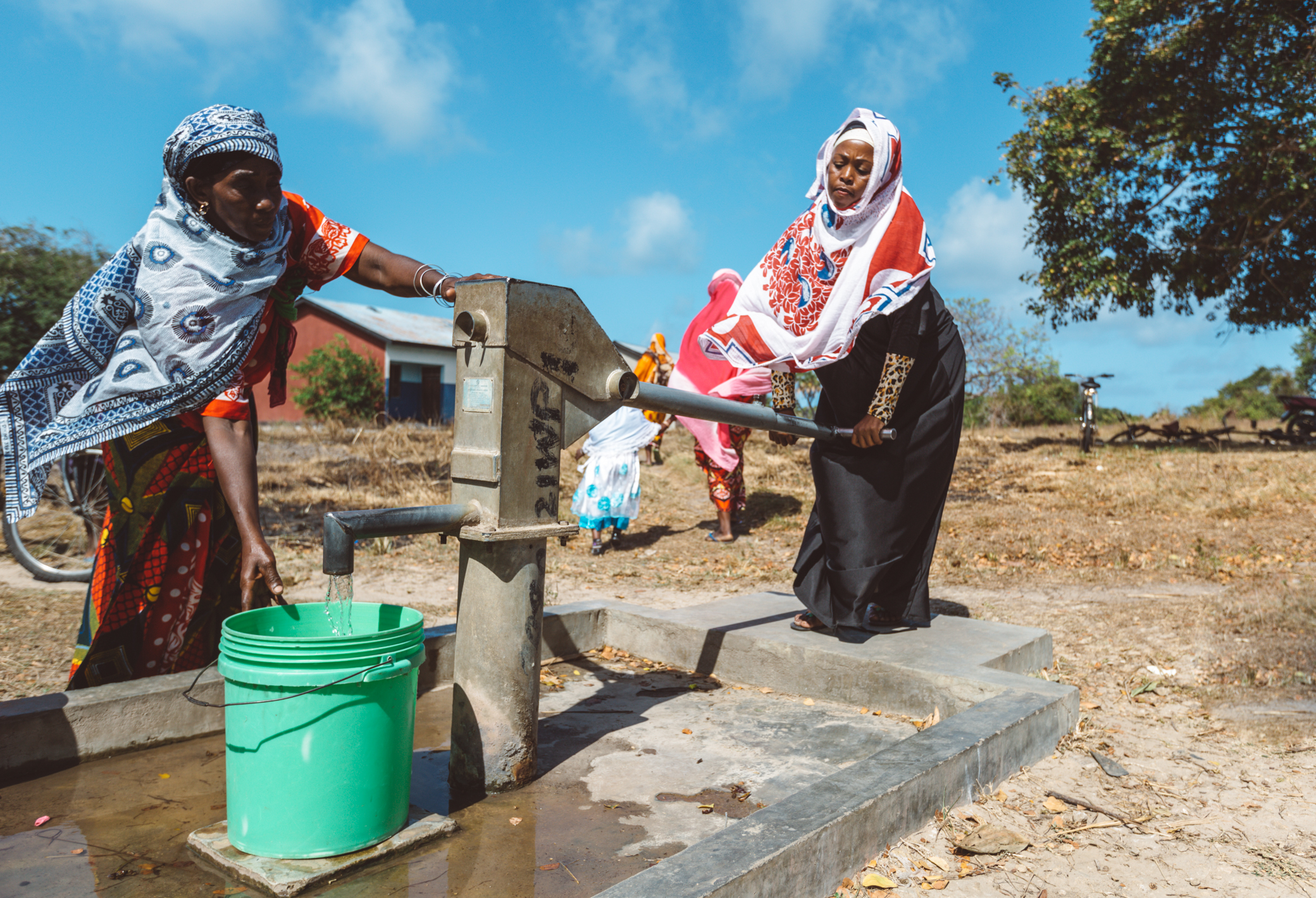
Brunnen im ländlichen Bereich

## Einrichtungen und Dienstleistungen
- Bildung: In der Region gibt es 620 Schulen mit 3980 Schulklassen (Stand 2019).[12]
- Gesundheit: Für die medizinische Versorgung der Bevölkerung stehen 337 Gesundheitszentren zur Verfügung.[12]
- Wasser: Drei Viertel der Bevölkerung hatten Zugang zu sauberem und sicherem Wasser (Stand 2016).[13]

## Wirtschaft und Infrastruktur
Der wichtigste Wirtschaftszweig ist die Landwirtschaft. 80 Prozent der Bevölkerung leben von davon, sie trägt 60 Prozent zum Regionseinkommen bei.
| Die wichtigsten Grundnahrungsmittel der Region sind Mais, Maniok, Reis, Augenbohnen, Hirse, Hülsenfrüchte, Sesam, Süßkartoffeln und Sesam. Für den Verkauf werden Cashewnüsse, Kokosnüsse, Baumwolle, Sesam, Orangen, Mangos, Wassermelonen, Passionsfrüchte und Ananas angebaut (Stand 2019). Ein Drittel der 250.000 Haushalte besitzt Nutztiere. Die am häufigsten gehaltenen Tiere sind Geflügel und Rinder (Stand 2016). Die Küstenwälder bedecken ein Drittel des Landes. Sie sind Heimat von hunderten endemischer Pflanzen- und Tierarten. Der Wald wird durch Holzeinschlag und Holzkohleproduktion stark ausgebeutet, sodass jährlich 300.000 Hektar verloren gehen (Stand 2017). | Hier fehlt eine Grafik, die leider im Moment aus technischen Gründen nicht angezeigt werden kann. Wir arbeiten daran! |

### Forstwirtschaft

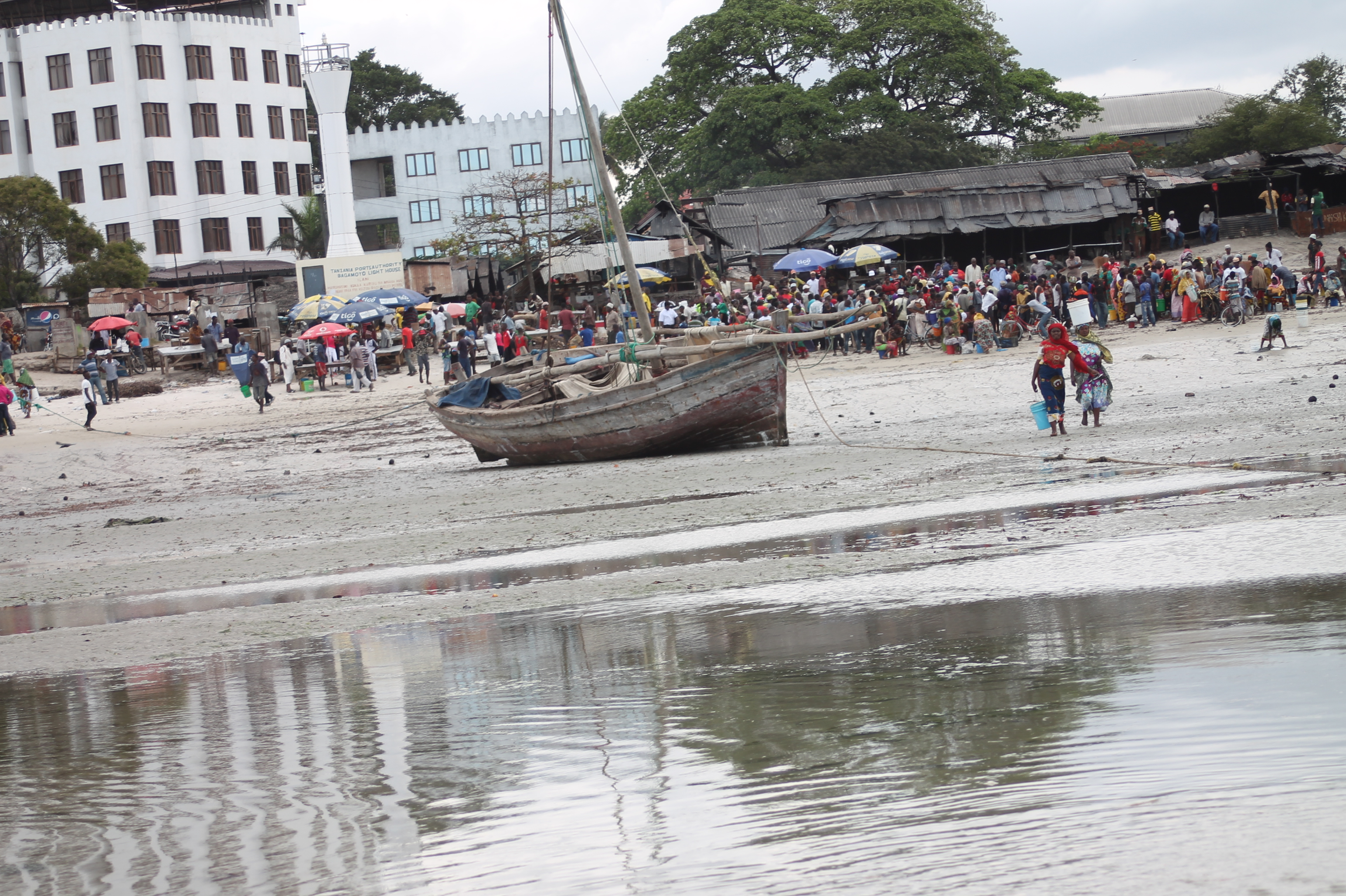
Fischerboot und Fischmarkt in Bagamoyo

### Fischfang
Vom Fischfang leben vor allem Menschen an der Küste und hier besonders auf der Insel Mafia. Beinahe die Hälfte der 4500 Fischereilizenzen wurden in diesem Distrikt ausgestellt. Aber auch die Flüsse sind fischreich und im Jahr 2017 wurden 360 Tonnen Fisch aus Teichen verkauft, vor allem im Distrikt Rufiji. Aus dem Meer wurden im gleichen Jahr über 2000 Tonnen Fisch gefangen.

### Industrie und Gewerbe
Industrie und Gewerbe sind ein wichtiger aufstrebender Wirtschaftszweig. Im Jahr 2019 gab es in der Region insgesamt 1200 Unternehmen, davon 700 Kleinstunternehmen, 350 kleine, 100 mittlere und 50 große Unternehmen. Klein- und Kleinstunternehmen waren vor allem Nähereien, Lebensmittelverarbeiter, Sägewerke und Ziegeleien. Die mittleren und großen Betriebe deckten ein breites Spektrum ab, von Stahlerzeugung, Baumaterialherstellung bis zu Leder-, Textil- und Lebensmittelverarbeitung.

### Tourismus
Die wichtigsten Tourismusattraktionen sind der Saadani-Nationalpark, die Strände am Indischen Ozean und die historischen Stätten in Bagamoyo.

### Verkehr

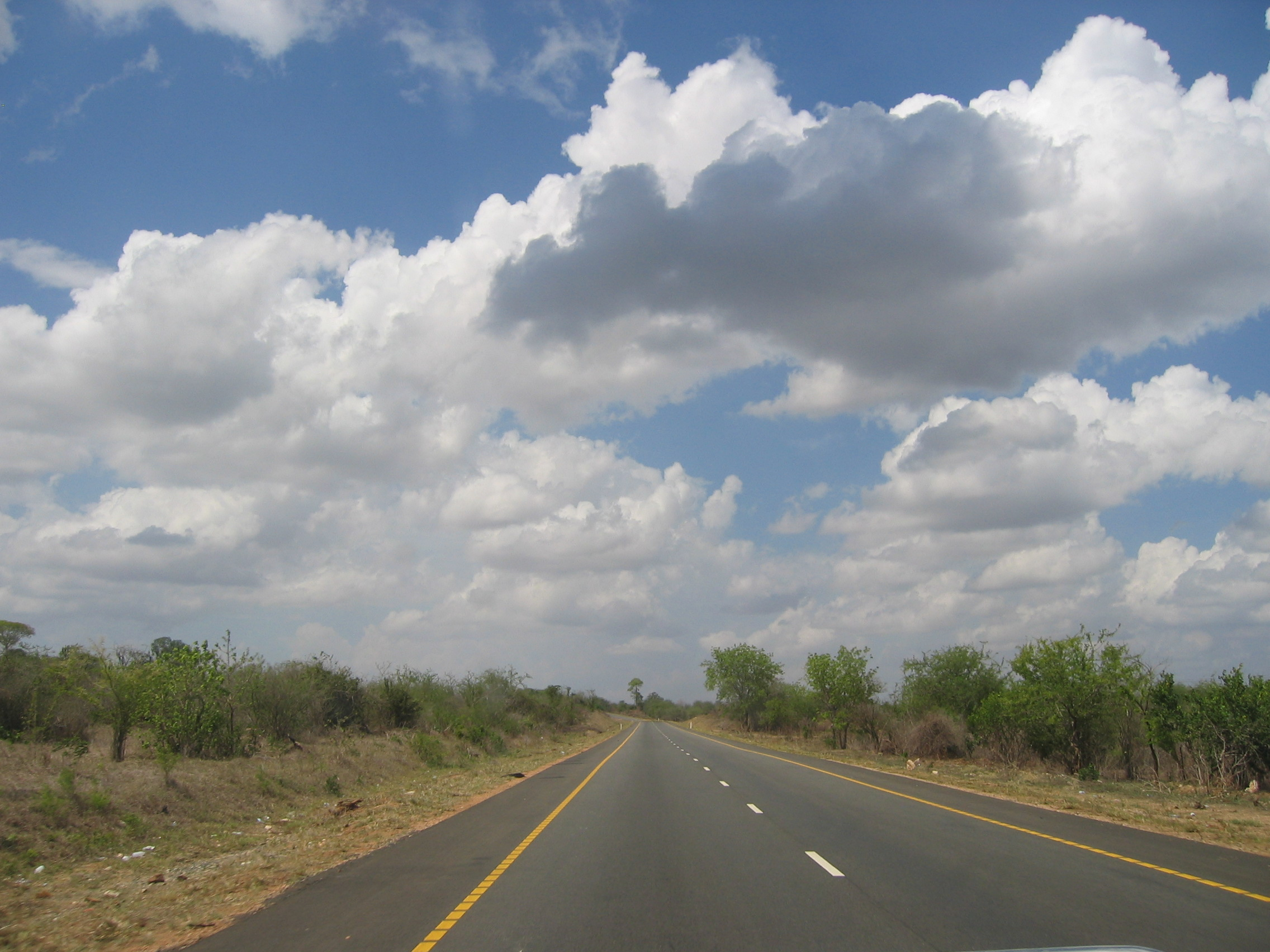
Straße von Daressalam nach Tanga in der Region Pwani

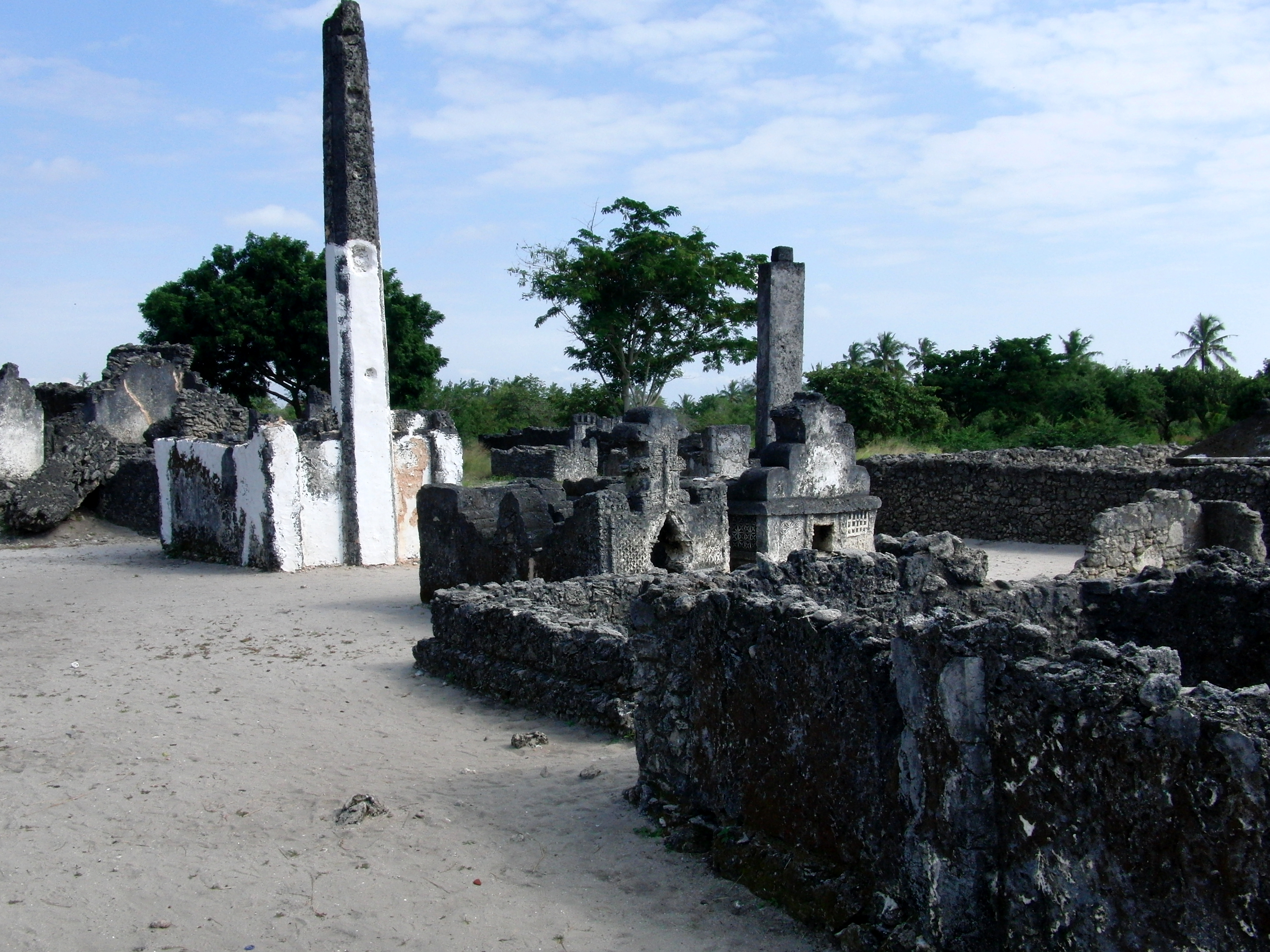
Ruinen einer Moschee in Kaole bei Bagamoyo

Durch die Nähe zu Daressalam ist die Region mit allen Verkehrsmitteln gut erschlossen.
- Eisenbahn: Durch die Region verlaufen drei Eisenbahnlinien: Die Tanganjikabahn, die von Daressalam nach Dodoma und weiter nach Westen verläuft, die Bahnlinie von Daressalam nach Mbeya im Südwesten, sowie die Eisenbahn nach Tanga im Norden, die bei Mlandizi von der Tanganjikabahn abzweigt.[20] Der Abschnitt von Daressalam nach Morogoro wird auf Normalspur umgebaut (Stand 2019).[21]
- Straße: Die Nationalstraße von Daressalam nach Dodoma führt quer durch die Region. Von dieser zweigt bei Chalinze die Nationalstraße T2 nach Norden ab. Diese verbindet Daressalam mit der Region Tanga und führt weiter nach Kenia. Durch den Süden der Region führt die Nationalstraße T7 von Daressalam nach Lindi.[22]
- Flughafen: Der Flughafen Julius Nyerere ist nur 40 Kilometer von der Regionshauptstadt entfernt.[23]
- Hafen: Im Jahr 2018 fertigte der nahe gelegene Hafen von Daressalam 1744 Schiffe und 1,9 Millionen Passagiere ab.[24]

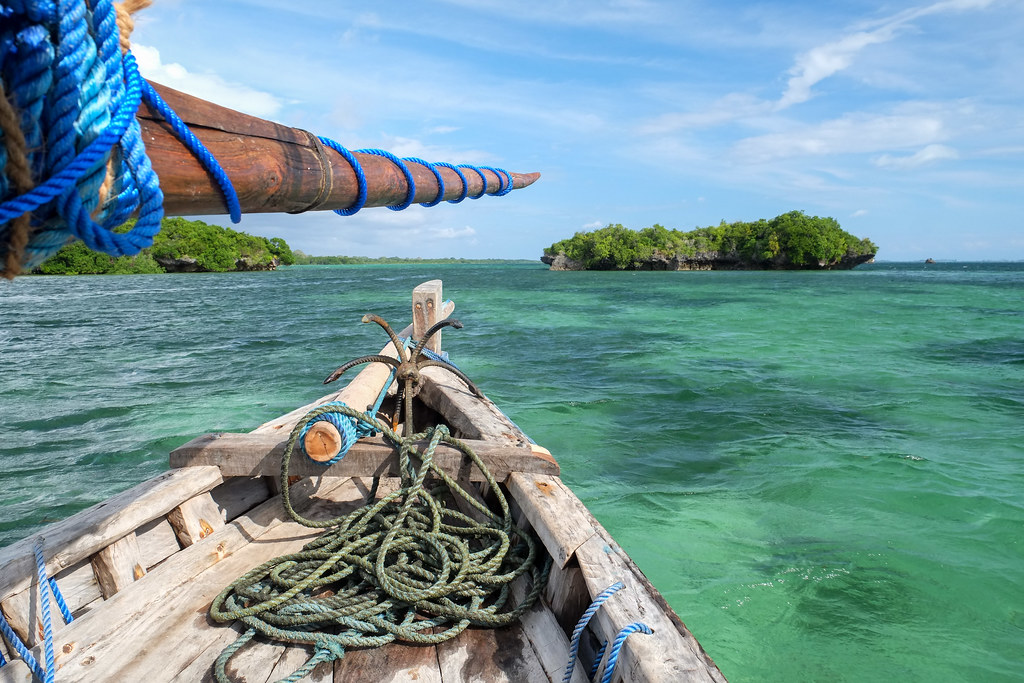
Bootsfahrt auf der Insel Mafia

## Naturschutzgebiete, Sehenswürdigkeiten
- Saadani-Nationalpark: Der 1062 Quadratkilometer große Nationalpark wurde 1969 als Naturreservat gegründet und 2002 zum Nationalpark erhoben. Er liegt an der Grenze zur Region Tanga, am Indischen Ozean, sodass Tierbeobachtungen mit einem Strandurlaub verbunden werden können.[25][26]
- Selous Wildreservat: Dieses 50.000 Quadratkilometer größte Wildschutzgebiet Afrikas wurde 1982 zum UNESCO-Welterbe erklärt. Es liegt im Südwesten von Pwani, das Reservat umfasst auch Teile der Regionen Morogoro, Lindi und Ruvuma. Neben hunderten Vogelarten beherbergt er auch eine große Anzahl von Elefanten, Nashörner und Nilpferden, vor allem aber eine der größten Populationen von  Büffeln in Afrika.[25][27]
- Bagamoyo: Bagamoyo war einst ein wichtiger Hafen und die vorletzte Station von Sklaven- und Elfenbeinkarawanen. Im Jahr 2006 wurde sie zum UNESCO-Welterbe erklärt.[28] Besonders sehenswert sind die Ruinen von Kaole mit einer Moschee aus dem 13. Jahrhundert.[29]
- Mafia: Die Insel Mafia liegt zwanzig Kilometer entfernt von der Mündung des Flusses Rufiji im Indischen Ozean. Sie ist fünfzig Kilometer lang und von einem Barriereriff umgeben, wovon die Hälfte als Meerespark ausgewiesen wurde. In ihm leben 50 verschiedene Korallenarten, 460 Fisch- und 5 Schildkrötenarten.[30]
- Pugu Nature Forest Reserve ist ein Naturschutzgebiet an der Stadtgrenze zu Dar es Salaam.[31]